# Osvaldo Hurtado Larrea
Osvaldo Hurtado Larrea (Guayaquil, 26 giugno 1939) è un politico ecuadoriano.
Fu dapprima Vicepresidente della Repubblica, e quindi Presidente alla morte di Jaime Roldós Aguilera, dal 24 maggio 1981 al 10 agosto 1984.